# Điều bí mật
Điều bí mật là một bộ phim truyền hình được thực hiện bởi Trung tâm Phim truyền hình Việt Nam, Đài Truyền hình Việt Nam do Mai Hồng Phong làm đạo diễn. Phim được chuyển thể từ tiểu thuyết cùng tên của tác giả Hân Như. Phim phát sóng vào lúc 14h20 thứ 7, Chủ Nhật hàng tuần bắt đầu từ ngày 26 tháng 11 năm 2016 và kết thúc vào ngày 26 tháng 3 năm 2017 trên kênh VTV3.

## Nội dung
Điều bí mật bắt đầu từ khi một đứa trẻ bất ngờ xuất hiện trước cổng của một gia đình nọ. Kể từ đây, những bí mật, những điều tưởng chừng như sẽ đi vào dĩ vãng lại trở nên hiển hiện bởi sự nghi ngờ của mỗi người trong gia đình về thân phận của đứa trẻ. Cùng với đó, Linh (Phan Minh Huyền), đã quyết định sẽ làm giúp việc tại gia đình này nhằm trả thù cho cái chết của chị gái mình...

## Diễn viên
- Phan Minh Huyền trong vai Linh[6]
- Chí Nhân trong vai Đại[6]
- Thanh Hương trong vai Thủy[6]
- Công Dũng trong vai Lâm[6]
- Nguyễn Văn Báu trong vai Ông Phương[6]
- Hương Dung trong vai Bà Nguyệt[6]
- Hương Giang trong vai Nhật Lệ
- Nguyễn Kim Oanh trong vai Hằng
- Nguyễn Đức Trung trong vai Minh
- Lê Hồng Nguyên trong vai Bình
- Lê Quốc Thắng trong vai Hiếu
- Sơn Tùng trong vai Cường
- Trần Nhượng trong vai Ông Vũ
- Vân Anh trong vai Huyền
- Diệp Bích trong vai Mẹ Cường
- Đồng Thanh Bình trong vai Kiên
- Hồ Liên trong vai Bà Đoàn
- Viết Liên trong vai Ông Học
- Phương Hạnh trong vai Vợ ông Hải
- Thế Bình trong vai Ông Hải
- Tạ Am trong vai Ông Toại
- Hoàng Yến trong vai Mẹ Huyền
- Huyền Thanh trong vai Bà Dung

Và một số diễn viên khác...

## Ca khúc trong phim
Bài hát trong phim là ca khúc "Đừng vội" do Hoàng Lương sáng tác, Thùy Chi và dàn nhạc Nhà hát Đài Tiếng nói Việt Nam thể hiện.